# Vienna Insurance Group
Vienna Insurance Group AG Wiener Versicherung Gruppe (VIG) er et østrigsk forsikringsselskab. Kernemarkederne er Østrig, Centraleuropa og Østeuropa, der er 25.998 ansatte og omsætningen var i 2018 på 9,657 mia. euro. Der er ca. 50 datterselskaber i 30 lande og ca. 22 mio. kunder.
Vienna Insurance Group's historie går tilbage til 1824 med etableringen af k.u.k. priv. wechselseitige Brandschaden Versicherung. I slutningen af 1980'erne begyndte virksomheden at ekspandere i Central- og Østeuropa. I 1994 blev 11 % af virksomheden børsnoteret på Wiener Børse.